# Залізниця Аддис-Абеба — Джибуті
Залізниця Аддис-Абеба — Джибуті — міжнародна залізниця стандартної колії, яка з'єднала Аддис-Абебу (2,355 метрів над рівнем моря) з портом Джибуті на березі Аденської затоки, дозволила створити залізничний вихід Ефіопії до моря (Червоне море та Індійський океан). Понад 95 % зовнішньої торгівлі Ефіопії прямує через Джибуті, що становить 70 % від діяльності порту Джибуті. Залізниця стандартної колії замінила занедбану залізницю Ефіопія — Джибуті, метрової колії побудовану французами у 1894—1917 роках.
Нова залізниця зменшує час у дорозі між двома столицями на 85 %: від 3-х діб у дорозі до менш ніж 12 годин.
Нова лінія була побудована у 2011—2016 роках China Railway Group Limited та China Civil Engineering Construction Corporation. Фінансування для нової лінії було надано Ексімбанком Китаю, Китайським банком розвитку, а також Промисловим і Комерційним банком Китаю. Кошторисна вартість будівництва склала $ 4 млрд США. Відкриття ефіопської ділянки залізниці відбулося 5 жовтня 2016 року, тоді як відкриття ділянки Джибуті відбулося 10 січня 2017 року.

## Маршрут
На великій частині маршруту нова залізниця прямує паралельно старій французькій лінії. Проте на певних ділянках лінію було спрямлено, що дозволяє досягати вищих швидкостей. Нові станції були побудовані за межами міських центрів, а старі були демонтовані.
Лінія є двоколійною на ділянці завдовжки 115 км від Себета до Адама і одноколійною від Адама до моря.
Залізниця починається в Себета, неподалік від ефіопської столиці Аддіс-Абеби, де були побудовані дві нові залізничні станції: Фурі-Лабу і Каліті, що мають бути пов'язані з новим легким метрополітеном
Перетинає кордон між Девеле і Алі-Сабіє, прямує до залізничного вокзалу Джибуті (залізнична станція Нагад), поруч з вокзалом розташовано аеропорт Джибуті. Вантажні потяги прямують до порту Дорале, по не електрифікованій лінії.

## Параметри
- Ширина колії: Стандартна колія
- Зчеплення: Автозчеплення Джаннея
- Гальмівна система: Повітряні гальма Вестингауза
- Електрифікація: повітряна контактна мережа 25 кВ змінного струму
- Максимальна швидкість (пасажирські потяги): 160 км/год[14]
- Максимальна швидкість (вантажний потяг): 120 км/год[14]
- Максимальна вага поїзда (вантажного): 3000 тонн брутто [32]
- Мінімальний радіус кривої залізничної колії : 1200 м (800 м — критичний)
- Довжина лінії — 756 km

## Локомотиви
| Тип               | кількість | Виробник    | Примітки | Джерела |
| ----------------- | --------- | ----------- | -------- | ------- |
| Електровози HXD1C | 35        | CSR Zhuzhou | —        | [ 15 ]  |
| Тепловози         | 3         | CNR Dalian  | —        | [ 16 ]  |